# 132-я бомбардировочная авиационная дивизия
132-я бомбардировочная авиационная Севастопольская дивизия  (132-я бад) — соединение Военно-Воздушных сил (ВВС) Вооружённых Сил РККА бомбардировочной авиации, принимавшее участие в Великой Отечественной войне, вошедшая в состав ВВС России после распада СССР.

## История наименований дивизии
- 132-я бомбардировочная авиационная дивизия (17.07.1941 г.)[1];
- 132-я бомбардировочная авиационная Севастопольская дивизия (06.06.1944 г.);
- 132-я морская штурмовая авиационная Севастопольская дивизия (10.12.1989 г.);
- Войсковая часть (Полевая почта) 45141[1].

## История и боевой путь дивизии

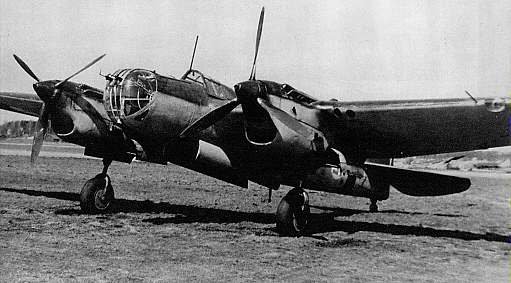
Самолёт СБ. Этими самолётами дивизия была вооружена при формировании.

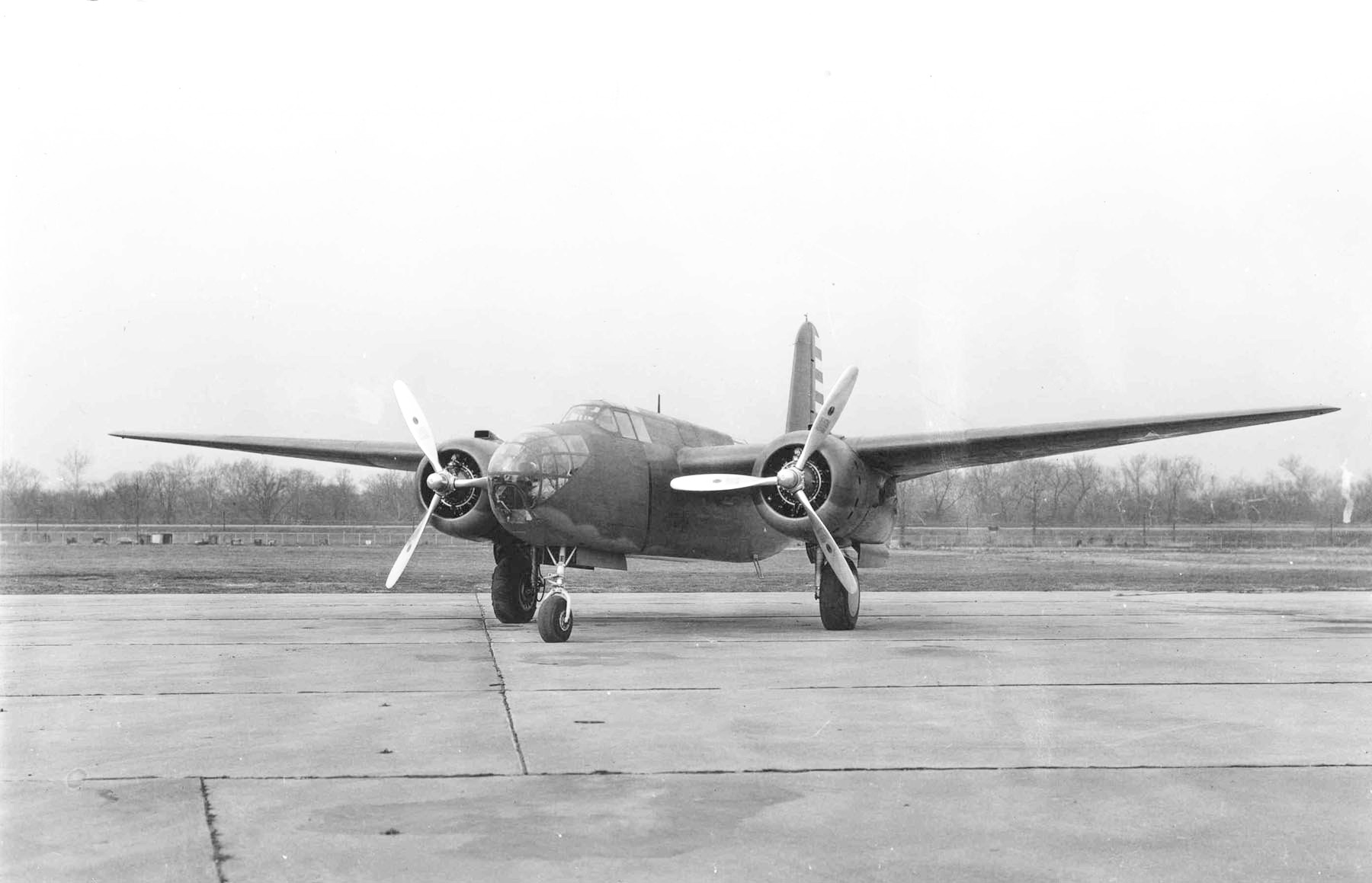
Douglas A-20 Havoc. Этими самолётами полк воевал во время Воздушного сражения на Кубани.

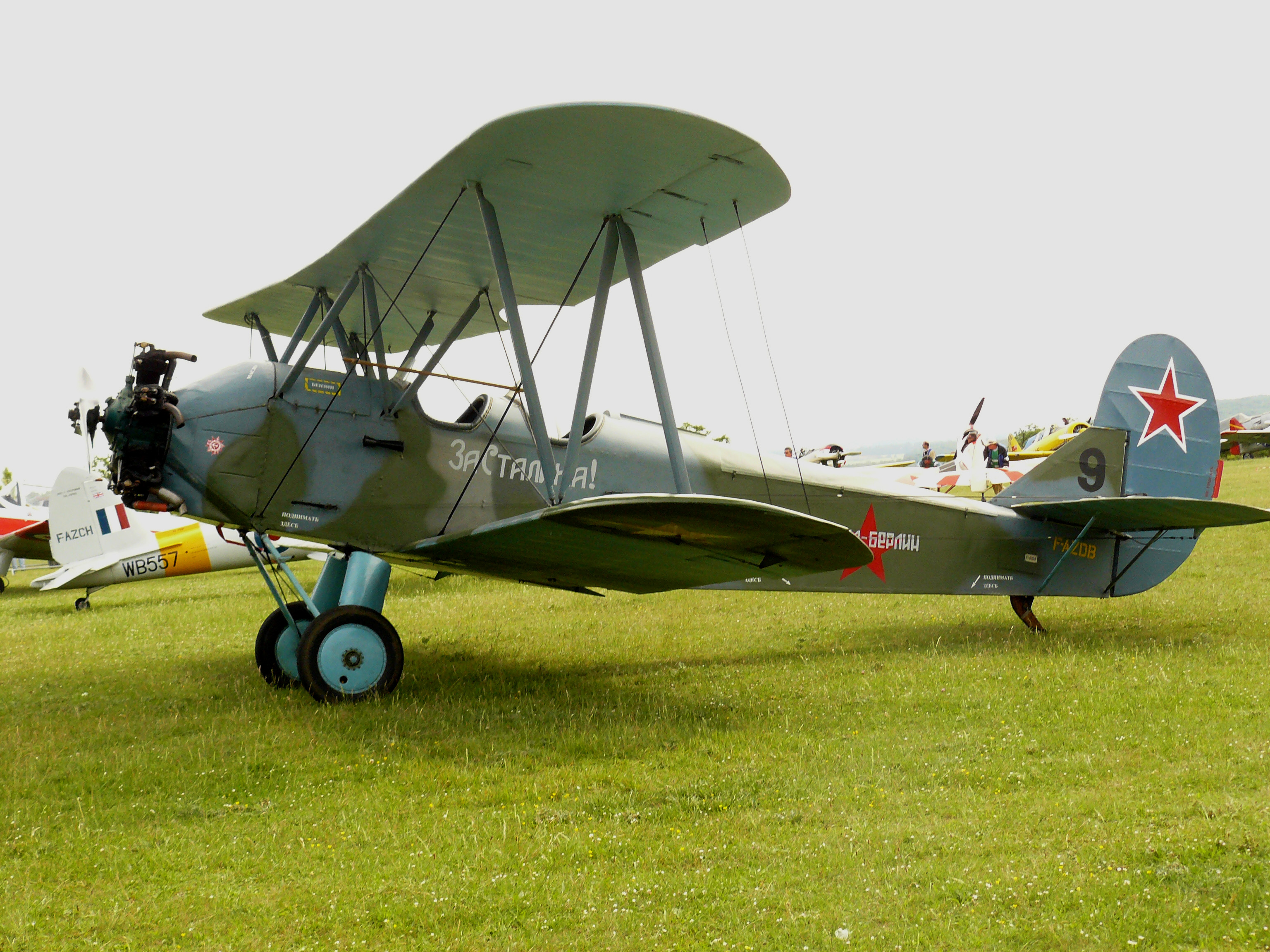
По-2 стоял на вооружении ночных полков дивизии при проведении Крымской наступательной операции.

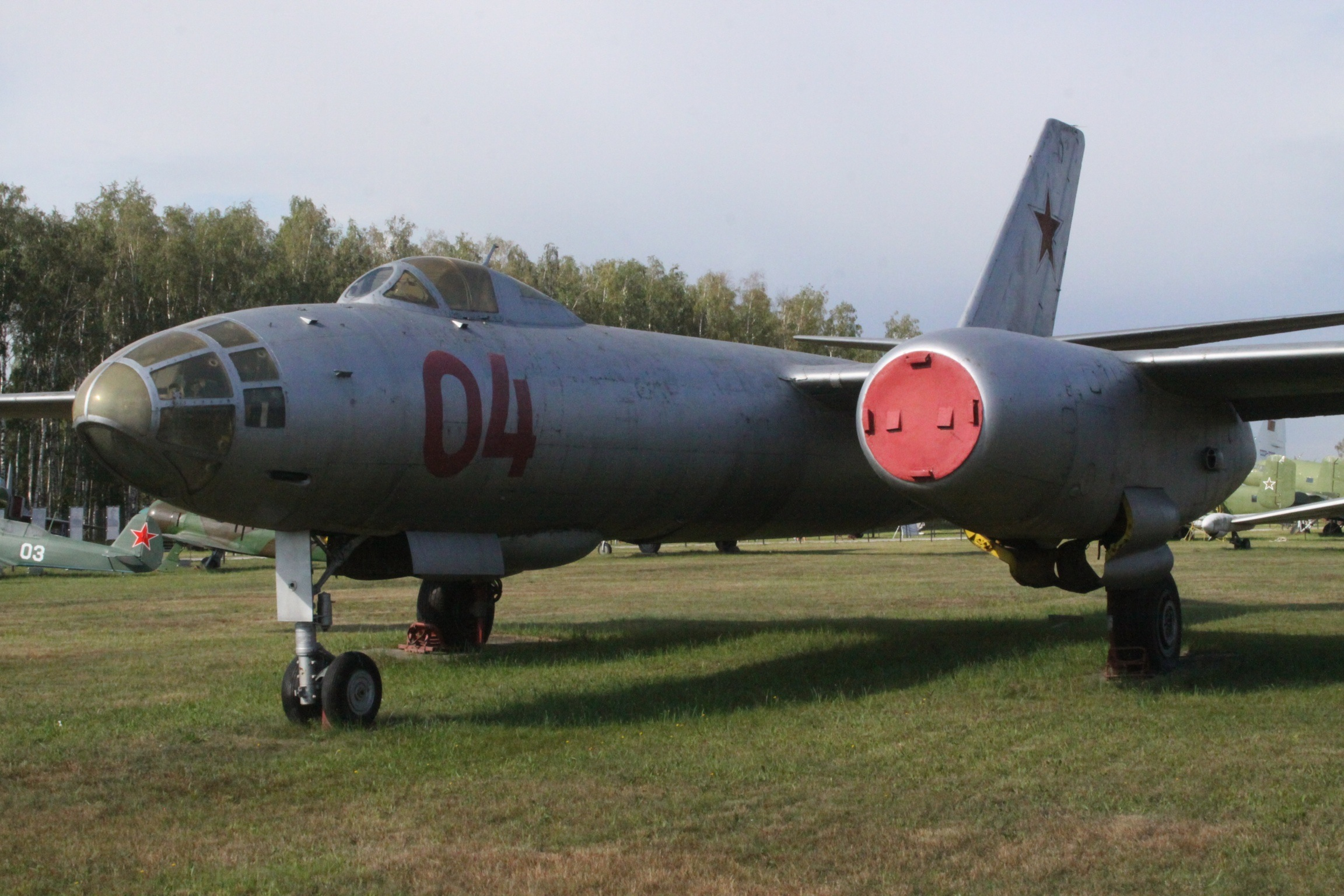
Ил-28. Такие самолёты стояли на вооружении полков дивизии с 1951 года по 1960 гг.

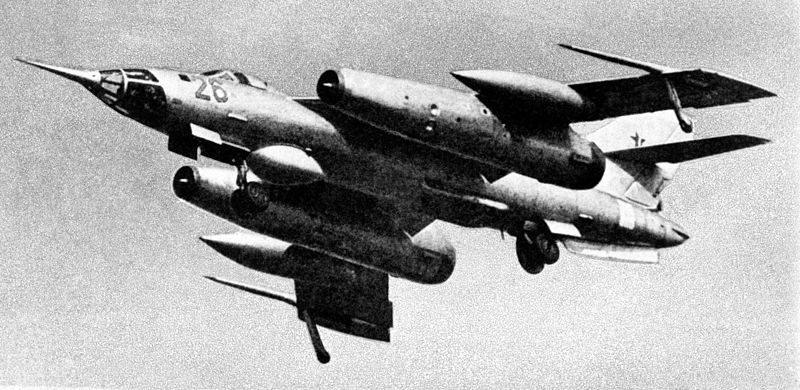
Як-28. Эти самолёты пришли на замену Ил-28.

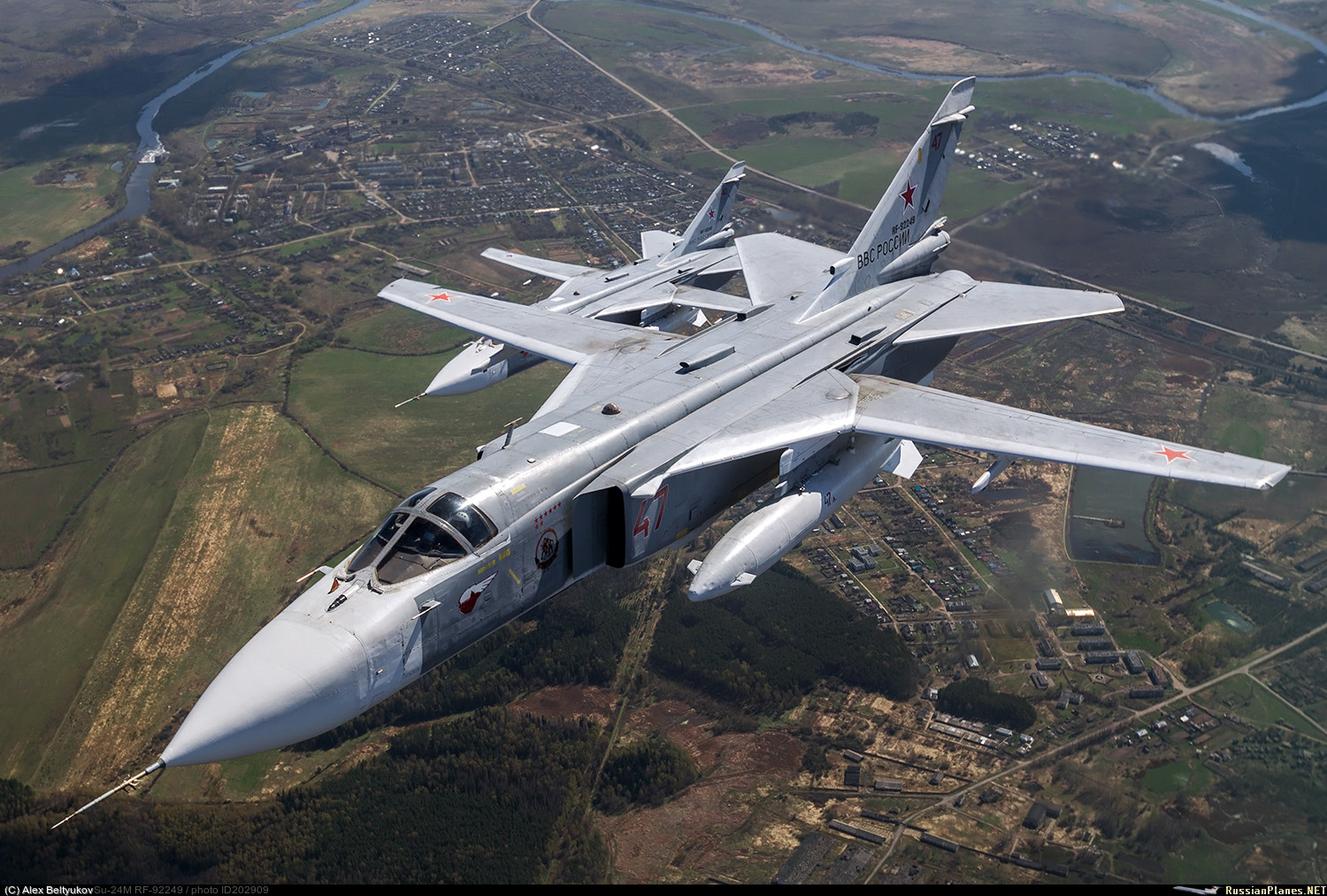
Су-24М. Эти самолёты пришли на замену Су-24.

Дивизия начала формирование 17 июля 1941 года на базе 6-го дальнебомбардировочного авиационного полка в составе 6-го дальнебомбардировочного авиационного полка и 453-го дальнебомбардировочного авиационного полка на самолётах СБ.
В конце ноября — начале декабря 1941 года дивизия в составе ВВС Закавказского, а с 30 декабря — Кавказского фронтов принимала участие в Керченско-Феодосийской десантной операции. С конца января дивизия в составе ВВС Крымского фронта поддерживала его войска в боях на Крымском полуострове.
После поражения Крымского фронта и его отвода на Таманский полуостров в мае 1942 года части дивизии поддерживали войска Южного фронта, наносили удары по переправам и скоплениям войск по рекам Дон и Северский Донец, Манычскому каналу.
В составе 5-й воздушной армии Черноморской группы войск Закавказского фронта дивизия участвовала в Битве за Кавказ, участвуя в Туапсинской и Краснодарской наступательной операциях в составе 6-го и 367-го бомбардировочных авиационных полков.
В сентябре и октябре 1943 года части дивизии осуществляли поддержку войск и сил Черноморского Флота в Новороссийско--Таманской операции, в ходе которой освобождены города Новороссийск, Темрюк и Анапа.
В апреле — мае 1944 года дивизия в составе 4-й воздушной армии осуществляла поддержку войск Отдельной Приморской армии в ходе освобождения Крыма, городов Севастополя и Керчи. За отличие в боях при овладении штурмом крепостью и городом Севастополь дивизии присвоено почетное наименование «Севастопольская». По завершении Крымской наступательной операции дивизия была переброшена на 1-й Белорусский фронт, где в составе 6-й воздушной, а затем 16-й воздушной армий, а с мая 1944 года в составе 6-го смешанного авиационного корпуса участвовала в Бобруйской и Люблин-Брестской наступательных операциях, в освобождении городов Бобруйск и Любомль. За период Бобруйской наступательной операции дивизия в составе 6-го сак с 23 июня по 2 июля 1944 года выполнила 291 боевой вылет с налетом более 953 часов днем и 186 боевых вылетов с налетом более 247 часов ночью. Лётчики дивизии дважды отмечены Верховным Главнокомандующим в приказах в составе корпуса. Осенью 1944 года вместе с корпусом входила в состав ВВС Белорусского военного округа.
В декабре 1944 года дивизия вошла в 5-й бомбардировочный авиационный корпус 4-й воздушной армии 2-го Белорусского фронта и принимала участие в Млавско-Эльбингской, Восточно-Померанской и Берлинской наступательных операциях.
Войну дивизия закончила на аэродромах Польши:
- 63-й бомбардировочный авиационный полк (Лобженица, Польша);
- 244-й бомбардировочный авиационный полк (Торунь, Польша);
- 277-й бомбардировочный авиационный полк (Яворе, Силезия, Польша);

В составе действующей армии дивизия находилась с 23 ноября 1941 года по 4 сентября 1944 года и с 6 декабря 1944 года по 9 мая 1945 года.
После войны дивизия базировалась в составе 4-й воздушной армии на аэродромах в Польше, с 10 июня 1945 в составе Северной группы войск. С декабря 1945 года дивизия перебазирована в состав 14-й воздушной армии на территорию Прикарпатского военного округа. При этом 244-й бомбардировочный авиационный полк был передан в состав 56-й бомбардировочной Бреславльской авиадивизии с перебазированием на аэродром Мигалово, взамен в состав дивизии вошел 668-й штурмовой авиационный полк из состава 261-й штурмовой авиадивизии, с попутным переучиванием на Пе-2 и переименованием в 668-й бомбардировочный авиационный полк. Полки рассредоточились на аэродромах:
- 63-й бомбардировочный авиационный полк — Станислав (ныне Ивано-Франковск);
- 277-й бомбардировочный авиационный полк — Коломыя;
- 668-й бомбардировочный авиационный полк — Станислав (ныне Ивано-Франковск).

В конце мая 1954 года дивизия перебазировалась в состав 24-й воздушной армии Группы Советских оккупационных войск в Германии на аэродромы Германии:
- управление и штаб дивизии — Вернойхен
- 63-й бомбардировочный авиационный Керченский Краснознаменный полк — Вернойхен;
- 277-й бомбардировочный авиационный Млавский Краснознаменный полк — Бранд;
- 668-й бомбардировочный авиационный полк — Вернойхен.

В июле 1968 года дивизия перебазировалась на аэродромы в Калининградской области в состав 15-й воздушной армии Прибалтийского военного округа. Из состава дивизии вышел 277-й бомбардировочный авиационный Млавский Краснознаменный полк, оставшись в прямом подчинении 24-й воздушной армии. Взамен дивизия получила 4-й гвардейский бомбардировочный Новгородский авиационный полк, базирующийся на аэродроме Черняховск, сюда же прибыли управление и штаб дивизии, и 63-й бомбардировочный Керченский Краснознаменный авиационный полк. 668-й бомбардировочный авиационный полк перебазировался на аэродром Тукумс (Латвийская ССР).
В 1974 году на базе 63-го бомбардировочного авиаполка проходили войсковые испытания фронтового бомбардировщика Су-24. В августе — сентябре 1987 года 4-й гвардейский и 63-й бомбардировочные авиаполки были объединены в один полк, новый полк оставил за собой наименование — 4-й гвардейский бомбардировочный Новгородский авиационный полк. Сведений о передаче почетного наименования «Керченский» и ордена Красного Знамени от 63-го бап преемнику нет.
В 1974 году в состав дивизии включен 321-й авиационный полк истребителей-бомбардировщиков, который переучен на Су-24 и переименован в 321-й бомбардировочный авиационный полк. Полк базировался на аэродрому Сууркюль (ныне авиабаза НАТО Эмари.
В связи с началом сокращений войск и вооружений, выводом советских войск из Европы, дивизия была передана в состав Балтийского флота. После распада СССР дивизия вошла в состав Балтийского флота России. В 1994 году дивизия была расформирована.

## Командир дивизии
- полковник Каравацкий Афанасий Зиновьевич[2], 23.11.1941 — 10.10.1942
- полковник, генерал-майор авиации (с 28.05.1943 г.) Федоров Иван Логинович[2], 10.10.1942 — 10.1947.
- генерал-майор авиации Андреев
- генерал-майор авиации Заруднев Евгений Александрович
- генерал-майор авиации Козлов, Виктор Петрович
- генерал-майор авиации Огнев, Валерий Евдокимович
- генерал-майор авиации Солнцев Сергей Николаевич
- генерал-майор авиации Лазебный Валерий Николаевич, 1989—1991

## Состав дивизии
| Части                                                              | Период                        | Вооружение, базирование                                                            |
| ------------------------------------------------------------------ | ----------------------------- | ---------------------------------------------------------------------------------- |
| 6-й дальнебомбардировочный авиационный полк                        | 17.07.1941 г. — 20.05.1943 г. | ДБ-3                                                                               |
| 453-й бомбардировочный авиационный полк                            | 20.02.1942 г. — 15.08.1942 г. | ДБ-3                                                                               |
| 452-й бомбардировочный авиационный полк                            | 26.04.1942 г. — 28.06.1942 г. | Бостон A-20                                                                        |
| 46-й гвардейский ночной бомбардировочный авиационный полк          | 11.07.1943 г. — 30.04.1944 г. | У-2                                                                                |
| 889-й ночной легкобомбардировочный Новороссийский авиационный полк | 08.1943 г. — 30.04.1944 г.    | У-2                                                                                |
| 367-й бомбардировочный авиационный полк                            | 23.09.1942 г. — 15.07.1943 г. | ДБ-3                                                                               |
| 63-й бомбардировочный авиационный полк                             | 23.10.1942 г. — 01.08.1987 г. | ДБ-3, Бостон A-20, Ил-28, Як-28, Су-24, Су-24М                                     |
| 244-й бомбардировочный авиационный полк                            | 10.10.1943 г. — 01.12.1945 г. | Бостон A-20, убыл в 56-ю бад                                                       |
| 277-й бомбардировочный авиационный полк                            | 10.10.1943 г. — 01.07.1968 г. | Бостон A-20, Ил-28, Як-28, Су-24, Су-24М, вошел в состав 24-й воздушной армии ГСВГ |
| 668-й бомбардировочный авиационный полк                            | 1946 г. — 1993 г.             | Пе-2, Бостон A-20, Ил-28, Як-28, Су-24, Су-24М                                     |
| 4-й гвардейский бомбардировочный Новгородский авиационный полк     | 07.1968 — 1994                | Як-28, Су-24, Су-24М                                                               |

## Отличившиеся воины
- Арсеньев Николай Лаврентьевич, капитан, командир эскадрильи 63-го бомбардировочного авиационного полка 132-й бомбардировочной авиационной дивизии 5-го бомбардировочного авиационного корпуса 4-й воздушной армии Указом Президиума Верховного Совета СССР 18 августа 1945 года за образцовое выполнение боевых заданий командования по уничтожению живой силы и техники противника и проявленные при этом мужество и героизм удостоен звания Героя Советского Союза. Золотая Звезда № 5415.
- Горбунов, Александр Матвеевич, лейтенант, стрелок-бомбардир 367-го бомбардировочного авиационного полка 132-й бомбардировочной авиационной дивизии 5-й воздушной армии Закавказского фронта Указом Президиума Верховного Совета СССР 1 мая 1943 года удостоен звания Герой Советского Союза. Золотая Звезда № 998.
- Горкунов Михаил Степанович, капитан, заместитель командира 2-й эскадрильи 367-го бомбардировочного авиационного полка 132-й бомбардировочной авиационной дивизии 5-й воздушной армии Закавказского фронта Указом Президиума Верховного Совета СССР 1 мая 1943 года удостоен звания Герой Советского Союза. Золотая Звезда не вручена в связи с гибелью.
- Дейнеко, Степан Петрович, капитан, заместитель командира эскадрильи 367-го бомбардировочного авиационного полка 132-й бомбардировочной авиационной дивизии 4-й воздушной армии Северо-Кавказского фронта Указом Президиума Верховного Совета СССР 24 мая 1943 года удостоен звания Герой Советского Союза. Золотая Звезда № 1001.
- Корнеев Иван Александрович, майор, заместитель командира 63-го бомбардировочного авиационного полка 132-й бомбардировочной авиационной дивизии 5-го бомбардировочного авиационного корпуса 4-й воздушной армии Указом Президиума Верховного Совета СССР 18 августа 1945 года за мужество, отвагу и героизм, проявленные в борьбе с немецко-фашистскими захватчиками удостоен звания Героя Советского Союза. Посмертно.
- Назин, Иван Ильич, младший лейтенант,  командир звена 6-го дальнебомбардировочного авиационного полка 132-й бомбардировочной авиационной дивизии 5-й воздушной армии Закавказского фронта Указом Президиума Верховного Совета СССР 1 мая 1943 года удостоен звания Герой Советского Союза. Золотая Звезда № 980.
- Наумов Василий Николаевич, старший лейтенант, штурман эскадрильи 367-го бомбардировочного авиационного полка Указом Президиума Верховного Совета СССР от 13 апреля 1944 года за мужество, отвагу и героизм, проявленные в борьбе с немецко-фашистскими захватчиками удостоен звания Героя Советского Союза с вручением ордена Ленина и медали «Золотая Звезда». Золотая Звезда № 4043.
- Тюленев, Иван Николаевич, капитан, командир эскадрильи 367-го бомбардировочного авиационного полка Указом Президиума Верховного Совета СССР от 24 августа 1943 года удостоен звания Герой Советского Союза. Золотая Звезда № 1007.
- Хальзев Александр Иванович, старший лейтенант, заместитель командира эскадрильи 63-го ночного бомбардировочного авиационного Керченского Краснознаменного полка за мужество и героизм, проявленные при нанесении бомбардировочных ударов по врагу Указом Президиума Верховного Совета СССР от 19 августа 1944 года удостоен звания Герой Советского Союза. Золотая Звезда № 4074.
- Чесноков, Фёдор Сергеевич, младший лейтенант, командир звена 367-го бомбардировочного авиационного полка казом Президиума Верховного Совета СССР от 24 мая 1943 года удостоен звания Герой Советского Союза. Золотая Звезда № 1014.

## Почётные наименования
- За отличие в боях при прорыве сильно укрепленной обороны противника на Керченском полуострове и овладении городом и крепостью Керчь — важным опорным пунктом обороны немцев на восточном побережье Крыма 63-му ночному бомбардировочному авиационному Краснознамённому полку Приказом НКО от 18 мая 1944 года на основании Приказа № 105 Верховного Главнокомандующего от 11 апреля 1944 года присвоено почётное наименование «Керченский»[11][12].
- За отличие в боях при овладении штурмом крепостью и важнейшей военно-морской базой на Чёрном море городом Севастополь 132-й бомбардировочной авиационной дивизии Приказом НКО от 18 мая 1944 года на основании Приказа № 111 Верховного Главнокомандующего от 10 мая 1944 года присвоено почётное наименование «Севастопольская»[11][13].
- За отличие в боях при овладении городом Алленштайн — важным узлом железных и шоссейных дорог я сильно укрепленным опорным пунктом немцев, прикрывающим с юга центральные районы Восточной Пруссии 244-му бомбардировочному авиационному полку Приказом НКО № 051 от 5 апреля 1945 года на основании Приказа № 242 Верховного Главнокомандующего от 22 января 1945 года присвоено почётное наименование «Алленштайнский»[14].
- За отличие в боях при овладении городами Млава и Дзялдов (Зольдау) — важными узлами коммуникаций и опорными пунктами обороны немцев на подступах к южной границе Восточной Пруссии и городом Плоньск — крупным узлом коммуникаций и опорным пунктом обороны немцев на правом берегу Вислы На основании Приказа № 232 Верховного Главнокомандующего от 19 января 1945 года 277-му бомбардировочному авиационному полку присвоено почётное наименование «Млавский»[15].
- 277-му бомбардировочному авиационному полку в целях воспитания военнослужащих в духе преданности Отечеству и верности воинскому долгу, сохранения славных воинских исторических традиций, а также учитывая заслуги личного состава 277-го бомбардировочного авиационного полка Указом Президента Российской Федерации № 35 от 29 января 2018 года присвоено почётное наименование «Млавский»[16].

## Награды
- 46-й гвардейский ночной бомбардировочный авиационный Таманский полк за образцовое выполнение заданий командования в боях за освобождение города Феодосии проявленные при этом доблесть и мужество Указом Президиума Верховного Совета СССР от 24 апреля 1944 года награждён орденом Красного Знамени[17].
- 63-й ночной бомбардировочный авиационный полк за образцовое выполнение заданий командования на фронте борьбы с немецкими захватчиками и проявленные при этом доблесть и мужество Указом Президиума Верховного Совета СССР от 7 августа 1943 года награждён орденом Красного Знамени[18].
- 277-й бомбардировочный авиационный Млавский полк за образцовое выполнение заданий командования на фронте борьбы с немецкими захватчиками и проявленные при этом доблесть и мужество Указом Президиума Верховного Совета СССР награждён орденом Красного Знамени.

## Благодарности Верховного Главнокомандования
За отличие в боях успешные боевые действия дивизии объявлялись Благодарности Верховного Главнокомандования:
- За отличие в боях при овладении штурмом крепостью и важнейшей военно-морской базой на Чёрном море городом Севастополь[13].
- За отличие в боях при вторжении в Восточную Пруссию и за овладение городами Найденбург, Танненберг, Едвабно и Аллендорф — важными опорными пунктами обороны немцев[19].
- За отличие в боях при овладении городами городами Восточной Пруссии Остероде и Дойч-Эйлау — важными узлами коммуникаций и сильными опорными пунктами обороны немцев[20].
- За отличие в боях при овладении городом Штольп — важным узлом железных и шоссейных дорог и мощным опорным пунктом обороны немцев в Северной Померании[21].
- За отличие в боях при овладении главным городом Померании и крупным морским портом Штеттин, а также занятии городов Гартц, Пенкун, Казеков, Шведт[22].
- За отличие в боях при овладении городами и важными узлами Анклам, Фридланд, Нойбранденбург, Лихен и вступлении на территорию провинции Мекленбург[23].
- За отличие в боях при овладении портом и военно-морской базой Свинемюнде — крупным портом и военно-морской базой немцев на Балтийском море[24].
- За отличие в боях при форсировании пролива Штральзундерфарвассер и овладении островом Рюген[25].

В составе 6-го смешанного авиационного Люблинского корпуса:
- За прорыв обороны немцев на бобруйском направлении, юго-западнее города Жлобин и севернее города Рогачев[26].
- За отличие в боях при овладении городом и крупной железнодорожной станцией Бобруйск — важным узлом коммуникаций и мощным опорным пунктом обороны немцев, прикрывающим направления на Минск и Барановичи[27].
- За отличия в боях при прорыве сильно укрепленной обороны противника и продвижении вперед, занятии более 400 населенных пунктов, в том числе крупных населенных пунктов Ратно, Малорыта, Любомль, Опалин и при выходе к реке Западный Буг[28].
- За отличие в боях при овладении штурмом городом Хелм (Холм) — важным опорным пунктом обороны немцев на люблинском направлении[29].
- За отличие в боях при овладении городом и крупным железнодорожным узлом Люблин — важным опорным пунктом обороны немцев, прикрывающим пути на Варшаву[30].

В составе 5-го бомбардировочного авиационного Люблинского Краснознамённого корпуса:
- За отличие в боях при овладении городом Пшасныш (Прасныш), городом и крепостью Модлин (Новогеоргиевск) — важными узлами коммуникаций и опорными пунктами обороны немцев, а также при занятии с боями более 1000 других населенных пунктов[31].
- За отличие в боях при овладении городами Млава и Дзялдов (Зольдау) — важными узлами коммуникаций и опорными пунктами обороны немцев на подступах к южной границе Восточной Пруссии и городом Плоньск — крупным узлом коммуникаций и опорным пунктом обороны немцев на правом берегу Вислы[15].
- За отличие в боях при овладении городом Алленштайн — важным узлом железных и шоссейных дорог я сильно укрепленным опорным пунктом немцев, прикрывающим с юга центральные районы Восточной Пруссии[14].
- За отличие в боях при овладении городами Гнев (Меве) и Старогард (Прейсиш Старгард) — важными опорными пунктами обороны немцев на подступах к Данцигу[32].
- За отличие в боях при овладении городом Штольп — важным узлом железных и шоссейных дорог и мощным опорным пунктом обороны немцев в Северной Померании[21].
- За отличие в боях при овладении важными опорными пунктами обороны немцев на подступах к Данцигу и Гдыне — городами Тчев (Диршау), Вейхерово (Нойштадт) и выходе на побережье Данцигской бухты севернее Гдыни, занятии города Пуцк (Путциг)[33].
- За отличие в боях при овладении городом и военно-морской базой Гдыня — важной военно-морской базой и крупным портом на Балтийском море[34].
- За отличие в боях при овладении городом и крепостью Гданьск (Данциг) — важнейшим портом и первоклассной военно-морской базой немцев на Балтийском море[35].
- За отличие в боях при овладении крепостью и главным городом Восточной Пруссии Кенигсберг — стратегически важным узлом обороны немцев на Балтийском море[36].
- За отличие в боях при овладении городами Франкфурт-на-Одере, Вандлитц, Ораниенбург, Биркенвердер, Геннигсдорф, Панков, Фридрихсфелъде, Карлсхорст, Кепеник и вступление в столицу Германии город Берлин[37].
- За отличие в боях при овладении городами и важными узлами Анклам, Фридланд, Нойбранденбург, Лихен и вступлении на территорию провинции Мекленбург[23].